# لودو مارتينز
لودو مارتينز هو مؤرخ بلجيكي عرف أساسا بفضل عمله حول أفريقيا الفرنكفونية والاتحاد السوفييي.